# Portsmouth (Traditional)
Portsmouth ist eine traditionelle englische Volkstanzmelodie, die einer Hornpipe ähnelt und daher manchmal auch als Portsmouth Hornpipe bezeichnet wird.

## Geschichte
Erstmals erschien Melodie von Portsmouth als in Noten niedergeschriebener Form in der 11. Ausgabe von John Playfords Tanzanleitung The English Dancing Master aus dem Jahr 1701. Es ist zudem eines der drei Arrangements, die dem englischen Komponisten Ralph Vaughan Williams als Grundlage für seine Sea Songs dienten. Das Lied wurde ursprünglich 1923 als zweiter Satz seiner English Folk Song Suite für eine Militärkapelle arrangiert und 1942 vom Komponisten selbst für ein großes Orchester neu arrangiert. Zwischen 1952 und 1961 wurde es als Erkennungsmelodie der BBC-Fernsehserie Billy Bunter of Greyfriars School verwendet.

## Interpretation von Mike Oldfield
Der britische Multiinstrumentalist Mike Oldfield nahm 1976 eine von ihm neu arrangierte Version von Portsmouth auf. Es wurde im Oktober 1976 als Single veröffentlicht und war Oldfields bis dato erfolgreichste Single in den britischen Charts, wo sie Platz drei erreichte.

### Hintergrund
In dem Versuch, den Erfolg seiner Weihnachts-Hitsingle In Dulci Jubilo / On Horseback vom Vorjahr zu wiederholen, nahm Mike Oldfield mit Portsmouth ein weiteres traditionelles Volkslied auf. Ebenso wie bei In Dulci Jubilo wurden nahezu alle Instrumente (akustische Gitarre, akustischer Bass, Akkordeon, Mandoline, Tamburin, Pauke, Bodhran und Synthesizer) von Oldfield im Alleingang eingespielt, lediglich an der Blockflöte wurde er einmal mehr von Leslie Penning unterstützt.
Auf der B-Seite der Single Portsmouth veröffentlichte Oldfield mit Argiers ein weiteres traditionelles Volkslied, ebenfalls in Zusammenarbeit mit Leslie Penning. Ein ungewöhnliches Merkmal des Arrangements dieser Version ist, dass es in einer Moll-Tonart steht, nachdem es durch diatonische Transposition von seiner ursprünglichen Dur-Tonart umgewandelt wurde. Portsmouth und Argiers wurden beide im Januar 1976 in Oldfields damaligem neuem Heimstudio in Througham (Gloucestershire), aufgenommen, kurz nachdem er von seinem vorherigen Zuhause in der Gegend des Hergest Ridge, wo sich sein vorheriges Heimstudio The Beacon befand, weggezogen war.

### Musikvideo
Das Musikvideo zu Portsmouth wurde in Mike Oldfields Througham-Studio gedreht und zeigt vier Tänzerinnen, die durch das Studio tanzen, während Oldfield verschiedene Instrumente spielt. Wie bereits im Video zu seiner vorherigen Single In Dulci Jubilo suggeriert das Video, dass Oldfield alle Instrumente spielt, obwohl dies nicht ganz der Wahrheit entspricht (Leslie Penning ist in dem Video nicht zu sehen.)

### Kommerzieller Erfolg
Portsmouth konnte den Erfolg von In Dulci Jubilo wiederholen und erreichte im Januar 1977 Platz 3 in den britischen Charts. Bis zur Veröffentlichung von Moonlight Shadow im Jahr 1983 war es Oldfields bis dato erfolgreichste Single in Großbritannien.

### Chartplatzierungen
| ChartsChartplatzierungen     | Höchstplatzierung | Wochen |
| ---------------------------- | ----------------- | ------ |
| Vereinigtes Königreich (OCC) | 3 (12 Wo.)        | 12     |

## Nutzung bei Sportveranstaltungen
Das Stück ist zum Synonym für den englischen Fußballverein FC Portsmouth geworden, der die Melodie vor Spielen in seinem Heimstadion Fratton Park spielt. Insbesondere wurde sie während der siegreichen FA-Cup-Saison 2007/08 gespielt, unter anderem nach dem Endspiel gegen Cardiff City am 17. Mai 2008 im Londoner Wembley-Stadion.
Im April 2010 wurden auf Facebook zwei Gruppen eingerichtet, um die Leute zu ermutigen, die Single Portsmouth in der Woche ab dem 3. Mai 2010 über iTunes herunterzuladen, in der Hoffnung, in die britischen Singlecharts zu kommen, bevor FC Portsmouth im FA-Cup-Finale gegen FC Chelsea antrat. Die Kampagne wurde von Mike Oldfield unterstützt. Portsmouth schaffte es jedoch kein weiteres Mal in die Charts.